# 岡谷英樹
岡谷 英樹（おかたに ひでき、2000年11月12日 - ）は、日本の男性プロレスラー。血液型A型。高知県出身。DDTプロレスリング所属。

## 経歴
- 2020年3月20日、DDT後楽園ホール大会における吉村直巳&中村圭吾戦でデビュー（パートナーは勝俣瞬馬）[1]。
- 6月20日、DDT新宿FACE大会にて中村圭吾より自力初勝利。
- 7月、DDTにレンタル移籍中の秋山準率いるユニット「秋山軍（仮）」（その後名称を「準烈」に決定）に加入。
- 2021年6月6日に開催されたCyberFight Festival 2021にて、当初は『DDTvs金剛全面対抗14人タッグマッチ』のDDTチームのメンバーとして出場予定だったが、開催直前に金剛のマサ北宮が金剛を離脱したため、急遽12人タッグマッチに変更となり、離脱した北宮はシングルマッチに変更され、その対戦相手として抜擢される。
- 2022年1月3日に坂口征夫のユニットイラプションに加入。2024年2月7日の坂口の引退に伴う解散まで所属。
- 2024年4月7日を最後に膝十字じん帯の治療により長期欠場していたが、2025年2月23日の後楽園ホール大会に突然現れKANONを持っていた竹刀で襲撃。彼と入れ替わるようにDAMNATION T.A.に加入しヒールターン。4月6日に佐々木大輔・岡谷vsKANON戦のハンディキャップ戦で復帰。

## 得意技
ダイビング・ニードロップ
ダブルアーム・スープレックス
ノーザンライト・スープレックス・ホールド
ランニング・ネックブリーカー・ドロップ
ブルドッギング・ヘッドロック

## タイトル歴
DDTプロレスリング
- KO-D6人タッグ王座
  - 第52代（パートナーは坂口征夫＆赤井沙希）
  - 第58代（パートナーは佐々木大輔＆イルシオン）
- アイアンマンヘビーメタル級王座（第1520代）[2]

全日本プロレス
- アジアタッグ王座
  - 第121代（パートナーは坂口征夫）
- 全日本プロレスTV認定6人タッグ王座
  - 第6代（パートナーは坂口征夫＆赤井沙希）

## 人物・エピソード
- テレビ朝日『ワールドプロレスリング』でG1 CLIMAX2014の決勝戦を見てプロレスにハマり、サムライTVでDDTの今まで見たことのないプロレスに影響を受けて入団した。

## 入場曲
- Domination(Kazuna)
  - 現在使用中の2代目入場曲。
- Decision / Side:Blue(Ucchii0)
  - 初代入場曲。